# Proszynellus nasalis
Espèce
Proszynellus nasalis est une espèce d'araignées aranéomorphes de la famille des Salticidae.

## Distribution
Cette espèce est endémique d'Australie-Occidentale.

## Description
La carapace du mâle holotype mesure 1,44 mm de long sur 1,02 mm et l'abdomen 1,58 mm de long sur 0,99 mm et la carapace de la femelle paratype mesure 1,55 mm de long sur 1,02 mm et l'abdomen 1,90 mm de long sur 1,05 mm.

## Publication originale
- Patoleta & Żabka, 2015 : Proszynellus - a new jumping spider genus from Australia (Araneae: Salticidae). Zootaxa, no 3926(2), p. 257-267.